# ملعب سيتسوتو
ملعب سيتسوتو هو ملعب متعدد الاستخدام يقع في ماسيرو عاصمة ليسوتو . غالبا ما يتم استخدامه لمباريات كرة القدم . يسع الملعب لجلوس 20 ألف متفرج . يعتبر الملعب الرسمي الذي يخوض فيه منتخب ليسوتو مبارياته الدولية .